# Монелья, Паоло Джустиниани
Паоло Джустиниани Монелья (итал. Paolo Giustiniani Moneglia; Генуя, 1506 — Генуя, 1586) — дож Генуэзской республики.

## Биография
О правлении Джустиниани Монелья сохранилось очень мало информации. Известно, что его род происходил из Монельи, местечка в восточной Лигурии. Предполагается, что будущий дож родился в Генуе около 1506 года. Его семья породнилась с сеьей джустиниани в период реформы титулования, проведенной Андреа Дориа в 1528 году.
Паоло принадлежал к так называемой "новой знати", выдвинувшейся при Дориа и противостоявшей «старой знати». В 1545 году его имя впервые упоминается в источниках в связи с назначением на должность комиссара Корсики. Вернувшись в Геную, он участвовал в разоблачении «заговора Фиески» в 1547 году. После этого он вернулся на Корсику, а в 1559 году получил пост прокурора и посла при дворе папы Пия IV.
Паоло был избран дожем 6 октября 1569 года, 67-м в истории республики. Его двухлетний срок был отмечен конфликтами между двумя основными группировками дворянства и голодом, вынудившим дожа и Сенат искать новые источники поставок продовольствия. 
По истечении срока полномочий 6 октября 1571 года Паоло Джустиниани Монелья продолжал служить генуэзскому государству, пока не скончался в Генуе в 1586 году. Его тело было погребено в церкви Санта-Мария-ди-Кастелло.
Был женат на Сеттимии Инвреа - дочери будущего дожа Сильвестро Инвреа (1617), - у них была дочь Катарина.